# 쇼타임 (영화)
《쇼타임》(영어: Showtime)은 2002년 개봉한 미국의 버디 경찰 액션 코미디 영화이다.

## 출연진
- 로버트 드니로 - 미치 프레스턴 형사 역
- 에디 머피 - 트레이 셀러스 순경 역
- 러네이 루소 - 체이스 렌지 역
- 페드로 데미안 - 시저 바거스(세사르 바르가스) 역
- 모스 데프 - “레이지 보이” 역
- 프랭키 R. 페이존 - 윈십 경감 역
- 윌리엄 섀트너 - 본인 역
- 네스터 서라노 - 레이 역
- 드리나 드니로 - 애니 역
- TJ 크로스 - “리런” 역
- 주다 프리들랜더 - 훌리오 역
- 커딤 하디슨 - 카일리 역
- 피터 제이컵슨 - 브래드 슬로컴 역
- 켄 캠벨 - 체육관 경찰 역
- 존 캐리아니 - 찰리 허츠 역
- 제임스 로데이 - 쇼타임 촬영 기사 역
- 레이철 해리스 - 교사 역
- 앨릭스 보스틴 - 배역 담당 책임자 역
- 마셜 매네시 - 편의점 주인 역
- 조니 코크런 - 본인 역
- 조이 브라이언트 - 렉시 역
- 앤절라 로즈 알바라도 - 지나 레예스 역
- 앤드루 윌슨 - 탈의실 경찰 1 역
- 래리 조 캠벨 - 탈의실 경찰 2 역
- 헨리 킨지 - 쓰레기 수거차 운전사 역

## 우리말 녹음
SBS 성우진 (2007년 10월 13일)
- 양지운 - 미치 프레스턴(로버트 드니로)
- 이인성 - 트레이 셀러스(에디 머피)
- 송도영 - 체이스 렌지(러네이 루소)
- 송준석 - 시저 바거스(페드로 데미안) / 트레이의 동료 경찰(앤드루 윌슨)
- 이근욱 - 윌리엄 섀트너(본인) / 흑인의 변호사(조니 코크런)
- 정동열 - 윈십(프랭키 R. 페이존)
- 임미진 - 애니(드리나 드니로)
- 이상훈 - 훌리오(주다 프리들랜더)
- 홍승섭 - 찰리(존 캐리아니) / 방송사 사장(피터 제이컵슨)
- 최한 - 미치의 동료 경찰(네스터 서라노)
- 정재헌 - 흑인(TJ 크로스) / 트레이의 동료 경찰(켄 캠벨)
- 박웅선 - 흑인(모스 데프)
- 송정희 - 형사(앤절라 로즈 알바라도)